# DP-12
DP-12는 2015년 미국에서 개발한 12 게이지 펌프액션 더블배럴 산탄총이다.

## 같이 보기
- KSG-12
- UTS-15